# HD 18423
HD 18423，又名CP-64 206，SAO 248681、HR 880，是一颗恒星，视星等为6.56，位于銀經283.75，銀緯-47.86，其B1900.0坐标为赤經2h 52m 26.9s，赤緯-64° -47.86′ 26″。